# Hosta hypoleuca
Hosta hypoleuca är en sparrisväxtart som beskrevs av Gen Murata. Hosta hypoleuca ingår i släktet funkior, och familjen sparrisväxter. Inga underarter finns listade i Catalogue of Life.